# Rudolf Karl Bultmann
Rudolf Karl Bultmann (Wiefelstede, Oldenburg, 20 d'agost de 1884 - †30 de juliol de 1976) va ser un teòleg protestant alemany.
L'autor més important de l'última etapa de la denominada "antiga recerca del Jesús històric". Va protagonitzar l'escepticisme històric que marcà el final d'aquesta etapa. Alguns autors anomenaren a aquesta època d'escepticisme, que abastà quasi tota la primera meitat del segle xx, "la no-recerca" ("no-quest").
Després de ser rebutjades com a fonts d'accés al Jesús històric els evangelis de Joan (per Strauss), Mateu i Lluc (per Weisse i Wilke), i, finalment, Marc (per Wrede i Schmidt), Bultmann reprèn la idea de Kähler de renunciar al Jesús històric com algú del passat, sense importància, al que no es pot accedir, i centrar-se en el Crist de la fe, que, segons Bultmann, és l'única cosa que importa.
Seguint la idea proposada per diversos autors de l'Escola de la història de les religions, com Hans-Joachim Schoeps, defensa la teoria de l'hel·lenització del judeocristianisme primitiu, que Pau de Tars realitza per influència de les religions mistèriques i el gnosticisme.

## Obra
- Die Geschichte der synoptischen Tradition. (Göttingen, 1921)
- Jesus (Berlín, 1926)
- Das Verhältnis der urchristlichen Chirstusbotschaft zu historischen Jesus (Heidelberg, 1960)

«Rudolf Karl Bultmann» (en castellà). Enciclopedia Libre Universal. «El contingut d'aquest article incorpora material adaptat d'una entrada de la Enciclopedia Libre Universal, publicada sota llicència GFDL.»